# إبراهيم بن إسحاق الحربي
أبو إسحاق إبراهيم بن إسحاق الحربي هو إبراهيم بن إسحاق بن بشير بن عبدالله بن ديسم البغدادي الحربي، صاحب التصانيف. يكنى بأبي إسحاق.

## مولده ونسبه
ولد في عام ثمان وتسعين ومائة، أصله من مرو وأمه تغلبية، ويُنسب إلى محلّة الحربية كانت في غرب بغداد، وقد سئل إبراهيم عن نسبه لماذا قيل له الحربي؟ فقال: صحبت قومًا من الكرخ على الحديث، وعندهم ما جاز قنطرة العتيقة [فهو] من محلة الحربية.

## قيل عنه
- قال أبو بكر الخطيب: كان إماماً في العلم، رأساً في الزهد، عارفاً بالفقه، بصيراً بالأحكام، حافظاً للحديث، مميزاً لعلله، قيماً بالأدب، جمَّاعة للغة، صنف غريب الحديث، وكتباً كثيرة، وأصله من مرو[8]
- يروى أن أبا إسحاق الحربي لما دخل على إسماعيل القاضي، بادر أبوعمر محمد بن يوسف القاضي إلى نعله، فأخذها، فمسحها من الغبار، فدعا أباإسحاق له وقال: أعزك الله في الدنيا والآخرة، فما توفي أبوعمر، رؤي في المنام، فقيل: مافعل الله بك؟ قال: أعزني في الدنيا والآخرة بدعوة الرجل الصالح.
- قال أبو العباس ثعلب: ما فقدت إبراهيم الحربي من مجلس لغة ولا نحو، من خمسين سنة.

## من أقواله
- قال محمد بن مخلد العطار: سمعت إبراهيم الحربي يقول: لا أعلم عصابة خيراً من أصحاب الحديث، إنما يغدو أحدهم، ومعه محبرة، فيقول: كيف فعل النبي صلى الله عليه وسلم؟ وإياكم أن تجلسوا إلى أهل البدع، فإن الرجل إذا أقبل ببدعة ليس يفلح.
- قال أبا الحسن بن قريش: حضرت إبراهيم الحربي وجاءه يوسف القاضي ومعه ابنه أبوعمر فقال له: يا أبا إسحاق! لو جئناك على مقدار واجب حقك، لكانت أوقاتنا كلها عندك، فقال: ليس كل غيبة جفوة، ولا كل لقاء مودة، وإنما هو تقارب القلوب.
- قال أبو الحسن العتكي: سمعت إبراهيم الحربي يقول لجماعة عنده: من تعدون الغريب في زمانكم؟ فقال رجل: الغريب من نأى عن وطنه. وقال آخر: الغريب من فارق أحبابه. فقال إبراهيم: الغريب في زماننا رجلٌ صالحٌ عاش بين قومٍ صالحين، إ أمر بمعروف آزروه، وإن نهى عن منكر عانوه، وإن احتاج إلى سبب من الدنيا مانوه، ثم ماتوا وتركوه.

## زهده
كان إبراهيم الحربي يقول: فرد عقبي صحيح والآخر مقطوع، لم أحدث نفسي أن أصلحهما، ولا شكوت إلى أهلي وأقاربي حمى أجدها، لا يغم الرجل نفسيه وعياله، ولي عشر سنين أبصر بفرد عين، ما أخبرت به أحداً، وأفنيت من عمري ثلاثين سنة برغيفين، إن جاءتني بهما أمي أو أختي وإلا بقيت جائعاً، وأفنيت ثلاثين سنة برغيفٍ في اليوم والليله، إن جاءتني امرأتي أو بناتي به، وإلا بقيت جائعاً والآن آكل نصف رغيف، وأربع عشرة تمرة، وقام إفطاري في رمضان هذا بدرهم ودانقين ونصف.

## ممن روى الحديث
سمع أبا نعيم وعفان والطبقة وتفقه على الإمام أحمد فكان من جملة أصحابه، حدث عنه ابن صاعد والنجاد[ ؟ ] وأبو بكر الشافعي والقطيعي.

## وفاته
مات في ذي الحجة سنة خمس وثمانين ومئتين، كانت جنازته مشهودة، وقبره يُزارُ في بغداد.
قال المسعودي: كانت وفاة الحربي المحدث الفقيه في الجانب الغربي، وله نيفٌ وثمانون سنة... وكان صدوقاً، عالماً، فصيحاً، جواداً، عفيفاً، زاهداً، عابداً، ناسكاً، وكان مع ذلك ضاحك السن، ظريف الطبع... ولم يكن معه تكبُّر ولا تجبُّر، وربما مزح مع أصدقائه بما يستحسن منه، ويستقبح من غيره، وكان شيخ البغداديين في وقته، وظريفهم، وزاهدهم، وناسكهم، ومسندهم في الحديث.

## مؤلفاته
1. سجود القرآن
2. ناسخ القرآن ومنسوخه
3. اتباع الأموات
4. رسالة في أن القرآن غير مخلوق
5. بر الوالدين
6. العلل
7. التيمم
8. الهدايا والسنة فيها
9. دلائل النبوة
10. مسانيد الصحابة
11. القضاة والشهود
12. المغازي
13. ذم الغيبة
14. النهي عن الكذب
15. الحمّام وآدابه
16. غريب الحديث
17. المناسك وأماكن طرق الحج ومعالم الجزيرة
18. إكرام الضيف